# Capri Leone
Capri Leone település Olaszországban, Szicília régióban, Messina megyében. Lakosainak száma 4353 fő (2023. január 1.). Capri Leone Capo d’Orlando, Frazzanò, Mirto, San Marco d’Alunzio, Torrenova és Militello Rosmarino községekkel határos.

## Népesség
A település népességének változása:
| Lakosok száma | 4484 | 4438 | 4353 |
|               | 2017 | 2018 | 2023 |